# Calycomyza ecliptae
Calycomyza ecliptae är en tvåvingeart som beskrevs av Spencer 1963. Calycomyza ecliptae ingår i släktet Calycomyza och familjen minerarflugor. Inga underarter finns listade i Catalogue of Life.